# Cantone di Lillebonne
Il Cantone di Lillebonne era una divisione amministrativa dell'arrondissement di Le Havre.
È stato soppresso a seguito della riforma complessiva dei cantoni del 2014, che è entrata in vigore con le elezioni dipartimentali del 2015.
Comprendeva i comuni di
- Auberville-la-Campagne
- La Frénaye
- Grand-Camp
- Lillebonne
- Mélamare
- Norville
- Notre-Dame-de-Gravenchon
- Petiville
- Saint-Antoine-la-Forêt
- Saint-Jean-de-Folleville
- Saint-Maurice-d'Ételan
- Saint-Nicolas-de-la-Taille
- La Trinité-du-Mont
- Triquerville